# Maatschappij tot Exploitatie van Kooksovengas

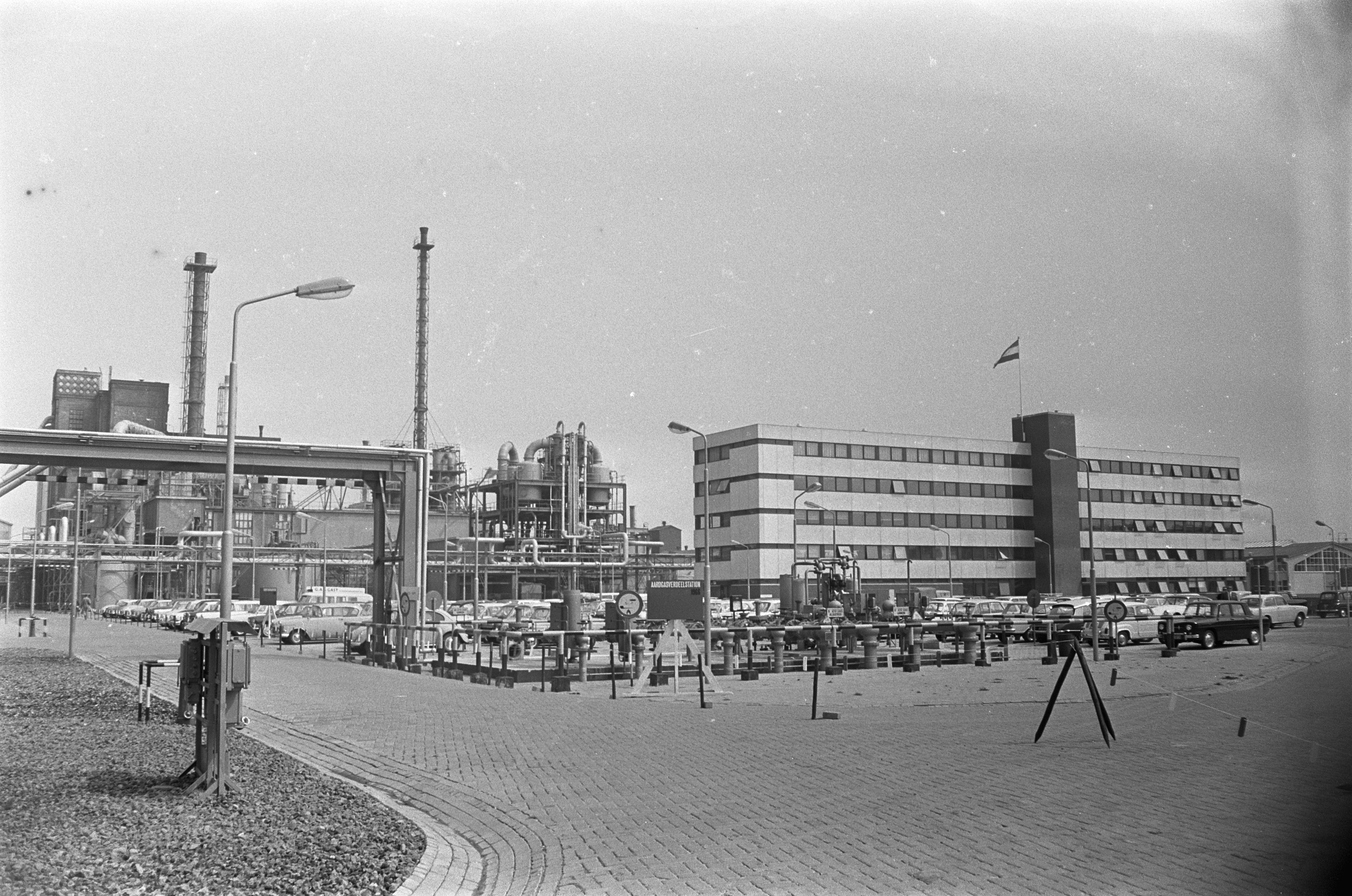
De fabriek in Pernis (1967)

De Maatschappij tot Exploitatie van Kooksovengas (Mekog) was een bedrijf dat in 1929 op het terrein van Hoogovens te IJmuiden werd opgericht met als doel om de cokesovengassen die in de cokesfabriek vrijkomen te benutten. Het was een samenwerkingsverband van Hoogovens en Shell. De cokes is nodig in het hoogovenproces. Mekog ging stikstofkunstmest produceren.
Mekog was de eerste chemische activiteit waar Shell aan deelnam. In 1927 startte Shell in het laboratorium te Amsterdam een Afdeling Chemische Research. Deze ging de ammoniakbereiding met behulp van cokesovengas onderzoeken. Dit gas, een bijproduct van de cokesbereiding, kon slechts in beperkte mate worden afgezet aan de omliggende gemeenten voor de productie van stadsgas, zodat een nuttige toepassing voor het overtollige gas zeer gewenst was. In 1929 startte men met een productie van 20 ton ammoniak per dag. Van de ammoniak kon dan zwavelzure ammoniak worden vervaardigd, dat geschikt was voor gebruik als kunstmest.
In 1961 fuseerde Mekog met de Albatros Superfosfaatfabrieken tot de Verenigde Kunstmestfabrieken MEKOG-Albatros (VKF). Samen met BASF werd door VKF in 1964 te Pernis de Ammoniak Unie opgericht, die in Pernis een ammoniakfabriek oprichtte naast de Shell-raffinaderij aldaar. Deze maakte een tijdlang gebruik van raffinaderijgas voor de ammoniakbereiding.
In 1970 fuseerde VKF met de kunstmestfabrieken van Staatsmijnen tot de Unie van Kunstmestfabrieken (UKF).
In 1973 trokken Hoogovens en KNZ, dat tot dan toe via Albatros een belang had en al in Akzo was opgegaan, zich terug. Nu had DSM 3/4 en Shell 1/4 belang in de UKF. waar de Mekog fabriek in IJmuiden deel van uitmaakt. Het belang van Shell werd in 1979 verkocht en het bedrijf ging op in DSM Agro, een volledige dochter van het voormalige Staatsmijnenconcern, eerst nog onder de naam UKF en tot de verkoop onder de naam DSM Meststoffen.

## Overname
De fabriek van DSM Agro aan de Vondelingenplaat te Pernis werd echter overgenomen door het Finse bedrijf Kemira met tevens een verlies van 200 arbeidsplaatsen en heette sindsdien Kemira Agro Pernis B.V., tegenwoordig Kemira GrowHow B.V. geheten. Vanwege de gipslozing ten gevolge van de fosforzuurproductie werd hier regelmatig door Greenpeace gedemonstreerd. Hoewel het bedrijf claimde dat het om de schoonste productielocatie voor fosforzuur in Europa zou gaan, werd de locatie uiteindelijk gesloten in 1999. De Ammoniakfabriek, de demiwaterfabriek en het ketelhuis/centrale werden in 1995 overgenomen door Air Products. De ammoniaksynthese werd gestaakt en de ammoniakfabriek werd omgebouwd voor kooldioxide en waterstofproductie. Medio 2012 is ook deze productie gestaakt. Air Products opende op het EXXON raffinaderij terrein een efficiëntere en meer geïntegreerde productie eenheid.

## Sluiting
De naam Mekog bestaat nu niet meer, hoewel de IJmuidense vestiging onder de naam DSM Agro bleef voortbestaan. Op 4 maart 2008 werd echter besloten om deze fabriek op 1 maart 2010 te sluiten omdat het niet meer toegestaan was ammoniak per
spoor tussen Geleen en IJmuiden te vervoeren. Hierbij verloren 120 mensen hun baan.